# Catherine Coquery-Vidrovitch
Catherine Coquery-Vidrovitch, née le 25 novembre 1935 à Paris, est une historienne française, spécialiste de l'Afrique et professeure émérite de l'université Paris Diderot.

## Formation et carrière universitaire
Catherine Coquery-Vidrovitch est ancienne élève de l'École normale supérieure de Sèvres (1956L) et agrégée d'histoire (1959). Elle soutient en 1966 une thèse de 3e cycle intitulée Brazza et la prise de possession du Congo. La mission de l'ouest africain, 1883-1885, sous la direction d'Henri Brunschwig, à l'École pratique des hautes études, puis elle réalise en 1970 une thèse d'État, intitulée Le Congo au temps des grandes compagnies concessionnaires : 1898-1930, en 1970.
Après divers séjours au Woodrow Wilson Center for International Scholars (1987), Shelby Cullom Davis Center for Historical Studies de l'université de Princeton (1992) ainsi qu'au Humanities Research Centre de l'université de Canberra (1995), elle est élue professeure à l'UFR Géographie, histoire et sciences de la société (GHSS) de l'Université Paris-Diderot en 1975.
Elle fonde et dirige, à la fin des années 1970, le laboratoire Connaissance du Tiers-Monde/Afrique, devenu d'abord SEDET, Sociétés en développement : études transdisciplinaires puis, en 2014, composante du Centre d’études en sciences sociales sur les mondes africains, américains et asiatiques (CESSMA UMR 245). Elle prend sa retraite en 2001 et est nommée professeure émérite.
Elle est membre du Comité de vigilance face aux usages publics de l'histoire, dont elle est élue présidente en 2009.
Elle a dirigé environ 175 thèses d'histoire, dont celles de nombreux universitaires et personnalités politiques, africains et français,.

## Recherches scientifiques
Ses travaux portent sur l'Afrique, notamment sur les enjeux politiques de la colonisation ainsi que sur le concept d'impérialisme et de capitalisme en Afrique.
Sa thèse d'État (1970) étudie la mise en place d'une « économie coloniale » par la France en Afrique équatoriale entre 1898 et 1930. Elle considère que, durant ces trois décennies, une transition s'est opérée, d'une activité de traite exclusivement commerciale, qui s'accompagnait d'une occupation territoriale discontinue, essentiellement autour de postes côtiers (Libreville et Loango), ou situés le long des fleuves (Brazzaville, Ouesso), à une activité tournée vers les cultures de plantation, l'exploitation de ressources forestières, des gisements miniers, qui s'accompagnait de l'établissement d'une « administration coloniale ». Elle s'intéresse à l'étude des modalités politiques de cette transformation, à son impact sur les populations, notamment en termes de mobilité géographique, de la mise en place de « nouvelles structures économiques » qui ont, selon elle, configuré l'économie de l'Afrique contemporaine.
Elle s'intéresse également aux femmes dans le contexte colonial, essayant de mettre en valeur leur rôle et leur fonction dans la société. La perspective de Catherine Coquery-Vidrovitch est double : à la fois chronologique, elle étudie la situation des femmes en Afrique précoloniale, à la campagne et à la ville, puis coloniale et postcoloniale, avec la transition urbaine, et thématique, elle étudie des questions liées à l'éducation des filles, la place des femmes en politique, le rapport à la sexualité et leur place dans les mouvements d'émancipation.

## Activités en lien avec l'histoire de l'Afrique
Catherine Coquery-Vidrovitch est membre du bureau du CISH (Comité international des sciences historiques) de 2000 à 2005.
Elle fait partie du conseil historique qui supervise la série documentaire Les Routes de l'esclavage, réalisée par Daniel Cattier, Juan Gélas et Fanny Glissant, en 2018.

## Vie privée
Elle est l'épouse de Michel Coquery (1931-2011), géographe et ancien directeur de l'ENS Fontenay-Saint-Cloud. Elle a quatre enfants. Sa fille Natacha Coquery est enseignante-chercheuse, spécialiste d'histoire urbaine et de la consommation au XVIIIe siècle. Sa fille Marina Coquery est quant à elle directrice de recherche à l'Institut national de recherche en sciences et technologies pour l'environnement et l'agriculture.

## Controverses

### Différends historiographiques
En 2009, après un article dans la revue Afrique & histoire consacré à l'histoire coloniale en France au cours de la période des années 1960-1980, elle est accusée par Daniel Rivet d'y avoir sous-estimé « l'hégémonie scientifique exercée par la pensée marxiste léniniste » à l'époque. En 2012, Guy Pervillé, qu'elle venait de décrire comme comptant « parmi les plus conservateurs » des auteurs rassemblés dans l'ouvrage collectif Histoire de la colonisation, l'accuse à son tour, en réponse, d'avoir participé aux deux tomes d'un livre rival publié à la même époque, au début des années 1990, L'Histoire de la France coloniale, dont les auteurs, pour « la plupart appartenaient à une tendance marxiste ou marxisante », selon Guy Pervillé, même si le livre revendiquait une pluralité de sensibilités.

### Polémique sur les matières premières coloniales
Un autre historien, Daniel Lefeuvre, conteste quant à lui les données sur les échanges économiques entre la métropole et ses colonies africaines,.

## Distinctions
En 1999, elle reçoit le Distinguished Africanist Award décerné par l'association nord-américaine African Studies Association (en)

## Décorations
- Commandeure de la Légion d'honneur, 2008[26]
- Grande officière de l'ordre national du Mérite, 2014[27].

## Publications

### Ouvrages
- Le Congo au temps des grandes compagnies concessionnaires, 1898-1930, Paris, Éditions de l´EHESS, 2001 (rééd. de 1972)  (ISBN 9782713212918), en ligne Tome 1 et Tome 2, thèse d'État.
- Afrique noire : permanences et ruptures, Éditions Payot, 1985.
- Afrique noire. Permanences et ruptures (Payot 1985) 2e éd. révisée, L´Harmattan 1992  (ISBN 978-2738417831)
- Histoire des villes d´Afrique noire : Des origines à la colonisation, Albin Michel, 1993  (ISBN 9782226063304)
- Les Africaines. Histoire des femmes d'Afrique du XIXe au XXe siècle, Paris, Desjonquères, 1994  (ISBN 9782904227806)
- L'Afrique et les Africains au XIXe siècle, Paris, Colin, 1999  (ISBN 2200250576)
- « Le postulat de la supériorité blanche et de l’infériorité noire », in Marc Ferro (dir.), Le livre noir du colonialisme. XVIe – XXIe siècles : de l’extermination à la repentance, Paris, Robert Laffont, 2003, p. 646-685
- Des victimes oubliées du nazisme : les Noirs et l'Allemagne dans la première moitié du XXe siècle, Le Cherche-Midi, 2007  (ISBN 978-2-7491-0630-4).
- Enjeux politiques de l'histoire coloniale, Marseille, Agone, 2009  (ISBN 978-2-7489-0105-4)
- Petite Histoire de l'Afrique : l'Afrique au sud du Sahara de la préhistoire à nos jours, La Découverte, 2010  (ISBN 978-2-7071-6713-2).
- Mission Pierre Savorgnan de Brazza / Commission Lanessan (préface), Le Rapport Brazza, Mission d'enquête du Congo, Rapport et documents (1905-1907), Paris, Le Passager clandestin, 2014  (ISBN 978-2-36935-006-4).
- « Afrique : une histoire universelle. », Projet 2/2016 (no 351), p. 12-20
- Les Routes de l'esclavage. Histoire des traites africaines VIe – XXe siècles, Paris, Albin Michel, 2018, 288 p.  (ISBN 978-2226400741)
- Le Choix de l'Afrique, La Découverte, 2021, 304 p. (ISBN 2348068001, lire en ligne).

### Direction et co-direction d'ouvrages
- L’Afrique noire, de 1800 à nos jours, avec Henri Moniot, Paris, PUF, coll. « Nouvelle Clio », 2005 (1re éd. 1974)
- L'Afrique et la crise de 1930 (1924-1938), Paris, Revue française d'histoire d'outre-mer, tome LXIII, no 232-233, 1976, [lire en ligne].
- Avec Charles-André Julien et Magali Morsy (éd.) Les Africains, Paris, [Jeune Afrique], 1977.
- Sociétés paysannes du Tiers-Monde, Lille, Presses universitaires de Lille, 1981 (rééd. L'Harmattan, 1991).
- Avec Odile Goerg, L´Afrique occidentale au temps des Français, colonisateurs et colonisés, c. 1860-1960, Paris, La Découverte, 1992  (ISBN 2707121460)
- La Découverte de l'Afrique : l'Afrique noire atlantique, des origines au XVIIIe siècle, L´Harmattan, collection Archives, 2003  (ISBN 9782747552585)
- (dir.) L’Afrique des routes : histoire de la circulation des hommes, des richesses et des idées à travers le continent africain, Paris, Musée du quai Branly — Jacques Chirac, 255 p.  (ISBN 2330057040)